# Orlické Záhoří
Orlické Záhoří là một làng thuộc huyện Rychnov nad Kněžnou, vùng Královéhradecký, Cộng hòa Séc.